# سوريا في الألعاب الأولمبية الصيفية 2016
نافست سوريا في دورة الألعاب الأولمبية الصيفية 2016 في ريو دي جانيرو، البرازيل، من 05-21 أغسطس 2016.

## ألعاب القوى
شاركت اللاعبة غفران محمد في سباق 400 متر حواجز للسيدات وحلّت ثامنة في جولتها التأهيلية، وبذا لم تتأهل للدور نصف النهائي.

## الجودو
هي عبارة عن